# Microcebus danfossi
Microcebus danfossi — вид лемуровидих приматів.

## Опис
Це відносно великий вид з загальною довжиною від 25 до 29 сантиметрів, у тому числі від 15 до 17 сантиметрів хвіст. Вага становить від 51 до 75 (в середньому 63) грамів. Хутро пофарбоване в помаранчевий коричневий колір на спині і хвості, нижня сторона біла або світло-сіра. Голова має великі очі і вуха, і може бути як червона так і сіра; біла носова смуга присутня.

## Середовище проживання
Відомий лише з шести лісових фрагментів між річками Софія і Маеварано на північному заході Мадагаскару. Житель неушкоджених та деградованих сухих лісових фрагментів від рівня моря до 780 м.

## Життя
Мало що відомо про звички виду, однак, як інші види Microcebus, ймовірно, вони ведуть нічний і деревний спосіб життя, може впасти під час сухого сезону в заціпеніння (жорстке стан).

## Загрози та охорона
Цей вид знаходиться під загрозою втрати місця існування і деградації від нестійких методів ведення сільського господарства, лісозаготівлі та полювання. Як відомо, зустрічаються в англ. Bora Special Reserve, Anjiamangirana Classified Forests, Andalirano Classified Forests. Тим не менше, вважається, що буде мати мало шансів для виживання виду в довгостроковій перспективі без додаткових заходів щодо збереження.